# Mitromorpha keenae
Mitromorpha keenae é uma espécie de gastrópode do gênero Mitromorpha, pertencente a família Mitromorphidae.